# Tempalay
I Tempalay (giapponese: テンパレイ, Hepburn: Temparei) sono un gruppo pop psichedelico giapponese formatosi nel 2014.

## Membri
- Ryōto Ohara (小原 綾斗, Ohara Ryōto), è il cantante, chitarrista e compositore principale della band.  Nato nella prefettura di Kōchi.
- Natsuki Fujimoto (藤本 夏樹, Fujimoto Natsuki), è il batterista della band, si esibisce anche come solista sotto il nome di John Natsuki. Nell'agosto 2018, Fujimoto ha sposato il pittore CHiNPAN[2]. Nato nel 1991 a Yokosuka City, prefettura di Kanagawa.
- Aaamyyy (stilizzato come AAAMYYY, vero nome Honami Furuhara), è la seconda voce della band, è responsabile del sintetizzatore e occasionalmente compositore. Pubblica anche musica elettronica come solista. È diventata un membro permanente della band nel luglio 2018. Nata nella prefettura di Nagano.

### Ex membri
- Yūya Takeuchi (竹内 祐也, Takeuchi Yūya), è l'ex bassista della band dal 2014 al 2018.

## Storia del gruppo
Ryōto Ohara si trasferisce da Kōchi a Shiki nella prefettura di Saitama nel 2011, incontra in un vicino rock bar, Yuya Takeuchi con cui forma una band. Nel 2014 alla band si è unito Natsuki Fujimoto ed hanno formato i Tempalay. Il 18 ottobre dello stesso anno esce l'EP indipendente "Summer time".
Nel 2015, appena un anno dopo la formazione, si esibiscono in grandi festival all'aperto come il FUJI ROCK FESTIVAL '15 "ROOKIE A GO-GO" e l'Apple Music Festival. Il 2 settembre dello stesso anno esce l'EP "Instant Hawaii".
Il 6 gennaio 2016 è stato pubblicato il primo album "from JAPAN". Nel marzo dello stesso anno, si esibiscono al SXSW 2016, la più grande convention musicale del mondo tenutasi ad Austin, Texas, USA.
Il 15 febbraio 2017 è stato pubblicato l'EP Gokyoku (5曲?). Il 2 giugno è uscito il singolo in edizione limitata "Revolution Eve". Il 30 agosto è stato pubblicato il secondo album "from JAPAN 2".
Il 13 giugno 2018 il bassista Yuya Takeuchi lascia la band. Il 7 luglio, AAAMYYY, che era attiva come membro di supporto, è diventata un membro ufficiale della band.
Il 5 giugno 2019 è uscito il terzo album "Nijūisseki Yori Ai o Komete (21世紀より愛をこめて?)".
Il 24 marzo 2021 pubblicano il quarto album Gо̄suto Arubamu (ゴーストアルバム?).

## Discografia

### Album
- 2016 – From Japan
- 2017 – From Japan 2
- 2018 – なんて素晴らしき世界 (Nante subarashiki sekai?) (mini-album)
- 2019 – 21世紀より愛をこめて (Nijūisseki Yori Ai o Komete?)
- 2021 – ゴーストアルバム (Gо̄suto Arubamu?)
- 2022 – From Japan 3
- 2024 – ((ika))

### EP
- 2014 – Summer Time
- 2015 – Instant Hawaii
- 2017 – 5曲 (Gokyoku?)
- 2021 – あびばのんのん (Abibanonnon?)

### Singoli
- 2017 - 革命前夜 (Kakumei zen'ya?)
- 2020 - 大東京万博 (Dai Tōkyō banpaku?)
- 2021 - あびばのんのん (Abibanonnon?)
- 2022 - Q
- 2022 - 憑依さん (Hyōi-san?)
- 2022 - 続 (Zoku?)・Have a nice days club
- 2023 - Booorn!!
- 2023 - Superman
- 2024 - 今世紀最大の夢 (Konseiki saidai no yume?)